# G 16
Die G 16 war das letzte Torpedoboot der G-Klasse der königlich niederländischen Marine und wurde 1914 gebaut, kam aber zu keinem Kriegseinsatz. 1940 wurde es von der Kriegsmarine beschlagnahmt und unter der Bezeichnung TFA 9 als Torpedofangboot genutzt. Nach dem Krieg zurückgegeben, diente es 1948 noch als Zielschiff.

## Bau und technische Daten
Als letztes Boot der seit 1905 gebauten G-Klasse erfolgte auf der Werft Wilton-Fijenoord in Schiedam unter der Baunummer 255 die Kiellegung des Bootes am 22. Juli 1913. Die G-Klasse war eine Weiterentwicklung der Hydra-Klasse sowie der Ophir-Klasse und unterschied sich von diesen durch ihre gute Seetüchtigkeit, die durch das hohe Vorschiff erreicht wurde. Der Stapellauf fand am 10. März 1914 statt, die Indienststellung als G 16 erfolgte am 29. Juli 1914.
Das Boot war 49,9 m lang, 5,2 m breit und hatte 1,40 m Tiefgang. Die Wasserverdrängung betrug 180 t standard bzw. 230 t maximal. Die Maschinenanlage bestand aus einer Dreizylinder-Dreifach-Expansionsmaschine mit 2600 PSi, die über eine Schraube eine Geschwindigkeit von bis zu 25 kn ermöglichte. Bei 8 kn Marschgeschwindigkeit hatte das Boot eine Reichweite von 1230 Seemeilen. Die Besatzung bestand aus 27 Mann. Das Boot war mit zwei 75-mm-Geschützen und drei 45-cm-Torpedorohren in Einzelaufstellung bewaffnet.

## Geschichte

### Niederländische Marine
Nach Indienststellung zu Beginn des Ersten Weltkrieges beschränkte sich die Marine des neutralen Landes im Wesentlichen auf die Überwachung ihrer Hoheitsgewässer. In den 1930er Jahren erfolgte eine Modernisierung von G 16, bei der die bestehende Bewaffnung durch zwei 12,7-mm-Maschinengewehre ergänzt wurde. Ende der 30er Jahre war das Boot jedoch veraltet und die Marine setzte es nur noch für Schulungs- und Patrouillenaufgaben in europäischen Gewässern ein.
Bei Beginn des deutschen Überfalls auf die Niederlande, Belgien und Luxemburg am 10. Mai 1940 befand sich das Boot zur Reparatur in der Rijkswerf im Marinehafen von Den Helder. Dort versenkte die Besatzung ihr Boot am 14. Mai, um es nicht in die Hände der Wehrmacht fallen zu lassen.

### Kriegsmarine
Die Kriegsmarine hob das Boot im Mai und Juni und brachte es zur Reparatur in die Werft Nederlandse Scheepsbouw Maatschappij nach Amsterdam. Am 5. Dezember 1941 wurde es als Torpedofangboot TFA 9 („Torpedofangboot Ausland“) in Dienst gestellt, bewaffnet mit zwei 20-mm-Flak. Von 19. September 1942 bis zum Kriegsende war es bei der 22. Unterseebootsflottille in Gotenhafen eingesetzt und hatte die bei der Ausbildung von U-Boot-Besatzungen verschossenen Übungstorpedos zu bergen. Bei Kriegsende versenkte die Besatzung am 3. Mai 1945 das Boot in Kiel.

### Verbleib
Nach dem Zweiten Weltkrieg wurde das Boot gehoben und an die Niederlande zurückgegeben. Die niederländische Marine nutzte es noch als Zielschiff. Als solches ist es 1948 vor der niederländischen Küste versenkt worden.